# アメデオ・アヴォガドロ

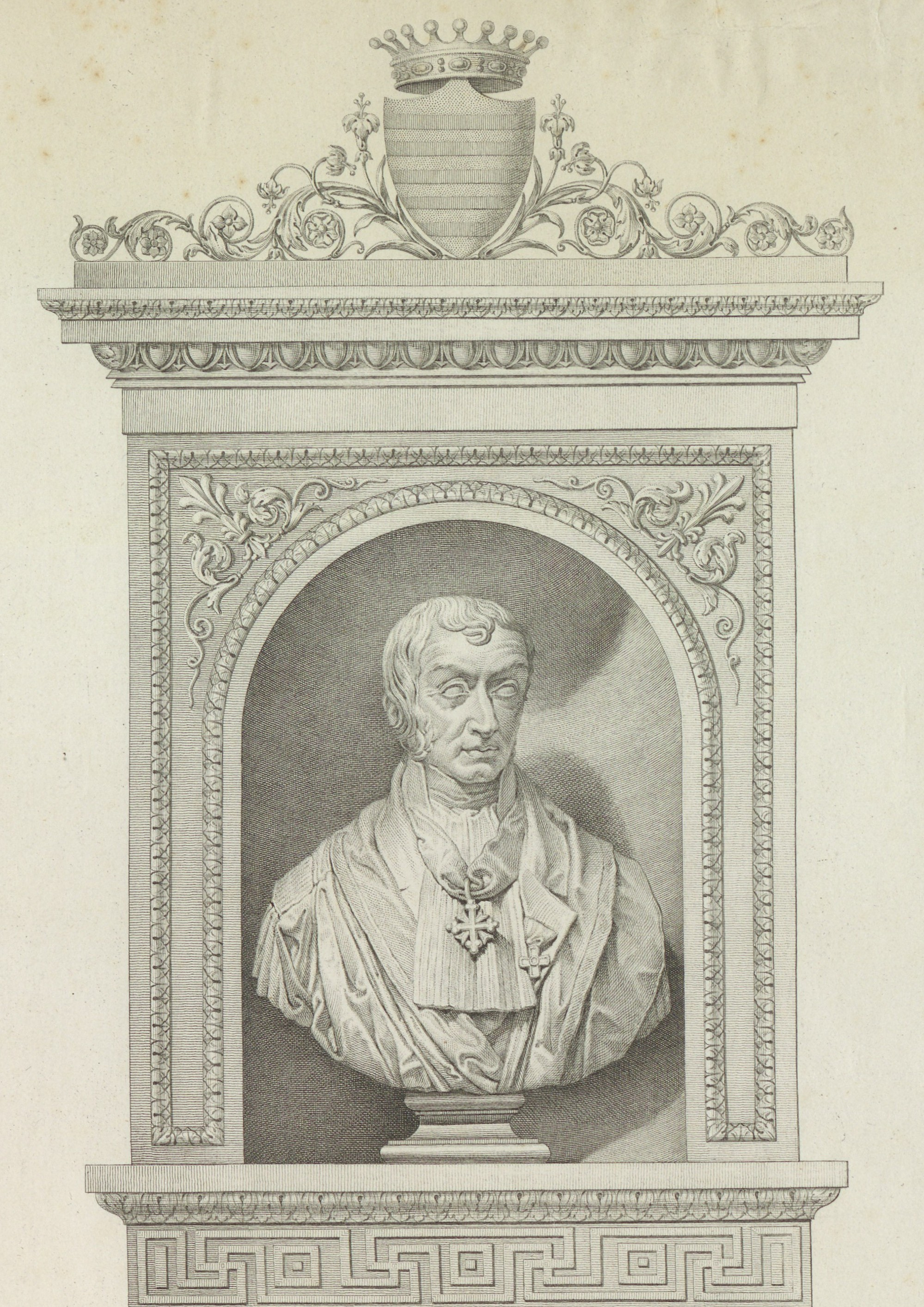
Amedeo Avogadro

ロレンツォ・ロマーノ・アマデオ・カルロ・アヴォガドロ（伊: Lorenzo Romano Amedeo Carlo Avogadro、1776年8月9日 - 1856年7月9日）は、サルデーニャ王国の物理学者、化学者。分子の研究に貢献し、1811年に発見した同圧力、同温度、同体積の全ての種類の気体には同じ数の分子が含まれるアボガドロの法則で名高い。
サルデーニャ王国（現・イタリア）トリノ出身。1809年にヴェルチェッリ王立大学の物理学教授を務め、1820年にはトリノ大学で理論物理学の初代教授を務めた。

## 生涯

Mémoire sur les chaleurs spécifiques

1776年8月9日、サルデーニャ王国（現:イタリア）ピエモンテ州トリノに母アンナ（Anna Vercellone）、サルデーニャ王国の要職の法律家で貴族の父フィリッポ・アヴォガドロ（Filippo Avogadro）の元に生まれる。大学では法学と哲学を修め、1796年に教会法に関する論文で学位を修得し、卒業した。その後は数年間、父と同じく法律家、弁護士となり法律事務所を開いた。
1800年頃、数学と物理学に関心を示して研究を始め、1803年にはトリノ科学アカデミーに電気工学に関する初めての論文を提出した。
1809年にヴェルチェッリ王立大学の物理学教授を務め、大学でアヴォガドロは精力的に研究を進め、1811年に『物質の基本粒子の相対的質量とこれらの化合比率を決定する一つの方法』という論文をフランスの科学雑誌『コント・ランデュ』に後に有名となる同圧力、同温度、同体積の全ての種類の気体には同じ数の分子が含まれるアボガドロの法則を発表した（但し「アボガドロの法則」と名付けられたのはアヴォガドロの死後のことであって、当時海外で全く無名だったアヴォガドロの論文は難解であったため学会の相手にされなかった）。
1811年から1821年にかけて全4巻からなる『可秤物質の物理学』を著す。
サルデーニャ王国の国王であるヴィットーリオ・エマヌエーレ1世は、1820年にイタリア初の数理物理学教室をトリノ大学に設立し、初代教授にアヴォガドロが就任した。トリノ大学では電気、毛管現象、比熱、熱膨張の研究を進めたが、ヴィットーリオの退位直後の1822年に政治的問題で教室は閉鎖されることとなり、アヴォガドロは極僅かの年金を受け取った後、再び弁護士事務所を開いて科学実験を進める傍ら弁護士の職業に戻った。
1834年に王政復古で数理物理学教室が再開されると再び教授となり、1850年まで留まった。研究内容は気象学、計測学、統計学、度量衡であった。なお、1848年には公教育会議の議員に選出された。
1856年7月9日、トリノで没した。
アヴォガドロは生涯、ほとんど国外では無名に等しくアヴォガドロの業績が再評価されることになるのは死後から4年後の1860年のことであり、アヴォガドロの死の直後に著された1858年、イタリアの化学者、政治家であるスタニズラオ・カニッツァーロの論文『ジェノヴァ大学に於ける化学理論講義概要』、1860年に開催された原子量と分子量の基準がテーマとなっていたカールスルーエ国際化学者会議でのカニッツァーロの発表を受けて、初めてアヴォガドロが再評価された。

## アボガドロの法則
「同温同圧のもとでは、全ての気体は同じ体積中に同数の分子を含む」というのがアボガドロの法則の基本的な内容である。1811年当時、物質が原子から構成されると主張する原子論はほとんどの化学者に共通の認識となっていた。1803年にイギリスの化学者、物理学者のジョン・ドルトンが原子量を初めて公開しており、近代的原子論が確立された直後であった。ドルトンは一種類の元素からなる気体は原子から構成されると信じていた。
ドルトンの主張はさまざまな実験事実を説明できたが、説明できない現象が残っていた。それは気体同士の反応であった。例えば水素2容積と酸素1容積を化合させると必ず水蒸気2容積となる（反応前後の温度が等しい場合）。ドルトンの主張に従って、この反応を現代風に記述すると、以下のようになる。
{\displaystyle {\rm {H+O\longrightarrow HO}}}
一単位の水素原子と一単位の酸素原子が結合すると、一単位の水蒸気となる。これは2対1対2という実験結果と合致しない。

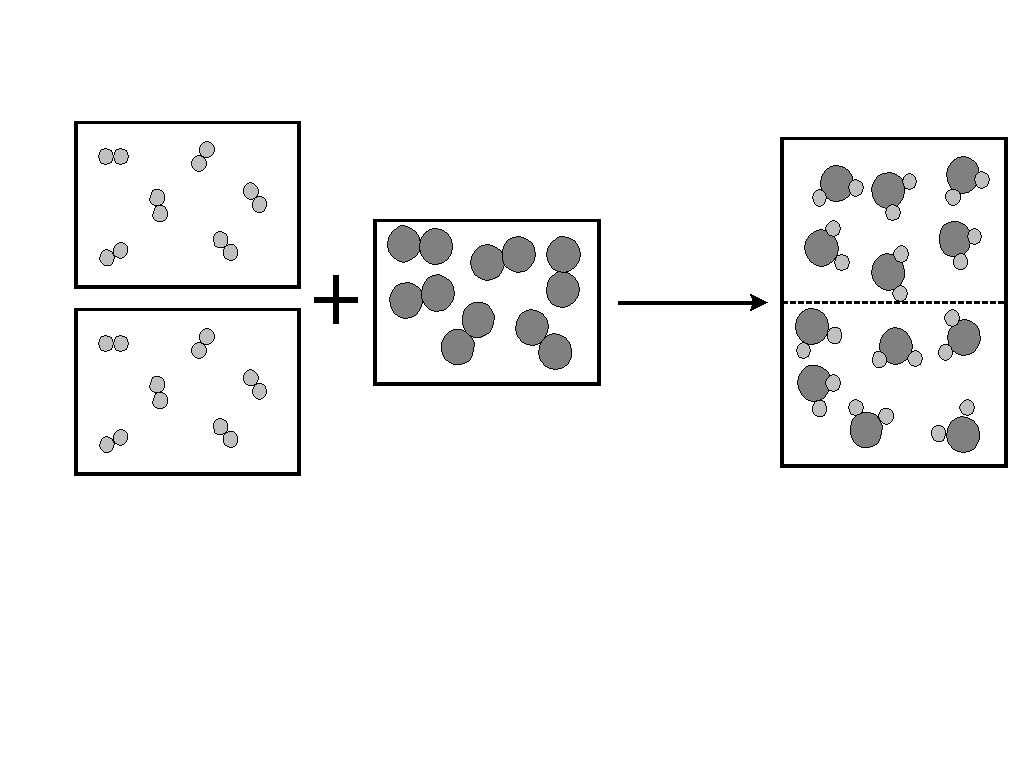
アヴォガドロによる水素と酸素の反応モデル

アヴォガドロの主張は二つの部分からなる。まず、同単位の気体は同じ体積を占めること、次に、気体は原子ではなく、同種の原子が2つ結合した分子からなるというものである。以上から、反応式は以下のように変化する（図参照）。
{\displaystyle {\rm {2H_{2}+O_{2}\longrightarrow 2H_{2}O}}}
分子に付いている係数は、2対1対2であり、実験結果を直接説明できた。
アヴォガドロの最初の仮説（同単位の気体は…）は1811年以前にドルトンも採用するなど、画期的とは言えなかった。しかし、2番目の分子仮説と結びつけることで真価を発揮した。アボガドロの法則は、例えば学校教育などで化学を初めて教授する際、初年度に必ずと言っていいほど扱う重要な基本法則である。しかし、アボガドロの法則は一見、古い仮説を組み合わせただけのように見えることもあり、発表後も重要性が理解されなかった（法曹界の出身故に論文の文章が難解だった事も一因と言われている）。アヴォガドロの死の直後に著された1858年、イタリアの化学者、政治家であるスタニズラオ・カニッツァーロの論文『ジェノバ大学に於ける化学理論講義概要』、更に1860年に開催された原子量と分子量の基準がテーマとなっていたカールスルーエ国際化学者会議でのカニッツァーロの発表を受けて、初めてアヴォガドロが再評価された。
アヴォガドロの着想は唯一無二でさえない。例えば、電流の単位であるアンペアとして名が残るフランスの物理学者アンドレ＝マリ・アンペールはアヴォガドロとは独立に1813年、同様の法則を考案している（やはり再評価前には注目されていない）。しかし、気体反応の法則を初めて定式化したのは、アヴォガドロである。
（＊）0℃、1.013×105Pa(パスカル)で、1mol 6.0221×1023個の気体分子を集めると、その種類によらず22.414 l(リットル)となる。